# Río San Juan (kommun)
Río San Juan är en kommun i Dominikanska republiken.   Den ligger i provinsen María Trinidad Sánchez, i den nordöstra delen av landet, 120 km norr om huvudstaden Santo Domingo. Antalet invånare 
i kommunen är cirka 15 000.
Terrängen i Río San Juan är kuperad norrut, men söderut är den platt.